# کرم‌های بادام‌زمینی
کرم‌های بادام‌زمینی نام یک شاخه از فرمانرو جانوران است. نام علمی این شاخه، ماشوره‌تباران (Sipunculida یا Sipuncula) است که شاخه‌ای از سلسلهٔ جانوران با ظاهری کرم‌شکل و بدنی استوانه‌ای و بدون بند هستند که دهانشان با چندین شاخک احاطه شده است که بخشی از حلق مکنده هستند. به دلیل برخی شباهت‌ها، به نظر می‌رسد که کرم‌های بادام‌زمینی به عنوان یک بالا گروه با کرم‌های حلقوی دارای نیای مشترک باشد. این جانوران دارای دستگاه گوارش نعلی‌شکل هستند که مخرج آن‌ها در سطح پشتی پیشین قرار می‌گیرد و دستگاه عصبی آن‌ها شامل مغز و اندام‌های حسی است.